# Bâtiment de l'Agneau d'or à Subotica
Le bâtiment de l'Agneau d'or à Subotica (en serbe : Zgrada Zlatno jagnje u Subotici, en serbe en écriture cyrillique : Зграда Златно јагње у Суботици) est situé à Subotica, dans la province de Voïvodine et dans le district de Bačka septentrionale, en Serbie. Il est inscrit sur la liste des monuments culturels protégés de la république de Serbie (identifiant no SK 1788).
Le bâtiment a accueilli la « maison de l'Armée populaire yougoslave » (JNA).

## Présentation
Le bâtiment, construit en 1857, était à l'origine une kafana et un hôtel à l'enseigne de l' « Agneau d'or ». Cet édifice doté d'un rez-de-chaussée, appartenant à Andras Lichteneker, a été adapté en 1886 sur des plans de Geza Kocka, un architecte de Subotica, qui lui a ajouté un étage dans un style éclectique. L'hôtel a été adapté en 1904 selon un projet de Titus Mačković qui lui a donné un aspect Art nouveau, singulier dans l'œuvre de cet architecte.
Le bâtiment se caractérise par sa division verticale en trois parties asymétriques. Au rez-de-chaussée se trouvent des arcades aux courbes ovales ; le portail latéral, doté d'une double porte en bois, est orné de verre teinté. Les fenêtres de l'étage, en forme de rectangle allongé, sont pour certaines divisées en trois parties sous la forme d'un « Y » irrégulier ; la frise qui court sous le toit est ornée d'éléments ovales qui portent des motifs floraux.
À l'intérieur, le hall principal, l'escalier et les fenêtres donnant sur la rue Vuka Karadžića ont conservé leur décor Art nouveau ; les autres pièces et la façade conservent encore le décor éclectique du milieu du XIXe siècle.